# Carl Hamel (Mediziner)
Carl Hamel (* 19. Juni 1870 in Düren; † 12. September 1949 in Rhöndorf; auch: Karl Hamel) war ein deutscher Arzt. Von 1926 bis 1933 war er Präsident des Reichsgesundheitsamtes.

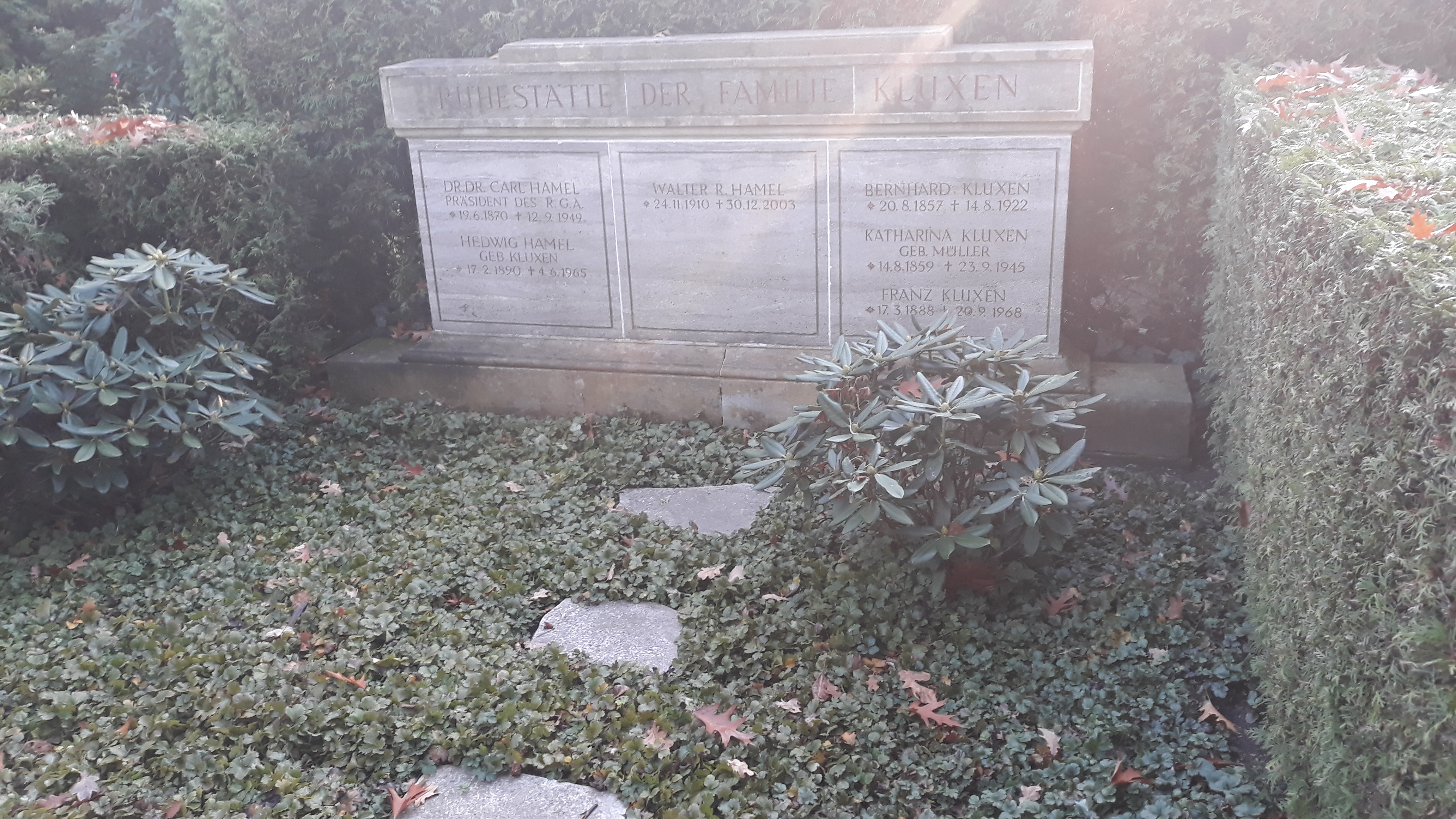
Das Grab von Carl Hamel und seiner Ehefrau Hedwig im Familiengrab Hamel-Kluxen auf dem Zentralfriedhof Münster.

## Familie, Studium und Ausbildung
Sein Vater, Sohn des Buchhändlers Hubert Joseph Hamel und seiner Ehefrau Wilhelmine Gottgetreu, war der Zeitungsverleger Robert Hamel (1839–1896). Seine Mutter, Tochter des Kaminfegermeisters Christian Hubert Schmitz aus Jülich und seiner Ehefrau Carola Franzisca Hilbert, war Gertrud Schmitz (1845–1924).
In Düren besuchte er das Gymnasium. Nach dem Beginn des Studiums 1889 im Fach Medizin in Berlin, Heidelberg und Straßburg erlangte er im Jahre 1894 die  Promotion zum Dr. med. in München. Dort betätigte er sich am Institut für Pathologie und Anatomie der Universität München als Volontärarzt. Von 1894 bis 1898 eignete er sich in der Abteilung für Chirurgie am Krankenhaus von  Neurahnsdorf und dem von  Friedrichshain im Jahre 1898 weitere Kenntnisse an.

## Reichsgesundheitsamt und Reichsgesundheitsrat
Bei Ernst Grawitz (1860–1911) arbeitete er von 1898 bis 1901 in der Abteilung für Innere Medizin in  Charlottenburg. Diese Arbeiten setzte er bei dem Internisten Carl Jakob Adolf Christian Gerhardt in der Charité in den Jahren 1901 bis 1902 fort. Danach wechselte er ins Reichsgesundheitsamt als wissenschaftlicher Hilfsarbeiter. Dort wurde er im Jahre 1906 zum Regierungsrat befördert.
Im Reichsamt des Innern (Reichsministerium des Inneren) hatte er im Jahre 1918 die Position eines Vortragenden Rates inne. Nachdem das Ministerium im Jahre 1922 umorganisiert wurde, leitete er als Ministerialdirigent die Unterabteilung Volksgesundheitspflege. Am 1. Juli 1926 wurde er zum Präsidenten des Reichsgesundheitsamtes ernannt, welches er bis 1933 leitete. Mit dieser Position übernahm er auch den Vorsitz im Reichsgesundheitsrat.
Nach einer unter seinem Vorsitz geführten Diskussion von 14 Todesfällen im Rahmen eines in Lübeck 1930 durchgeführten Großversuchs mit Tuberkuloseschutzimpfungen kam es am 28. Februar 1931 zur Zustellung der Richtlinien für neuartige Heilbehandlung und für die Vornahme wissenschaftlicher Versuche am Menschen durch das Reichsministerium des Inneren an die Landesregierungen.
Im Zuge der NS-Machtergreifung mit ihren Neubesetzungen der staatlichen Organisationen endete auch der Reichsgesundheitsrat. Am 1. Juni 1933 beendete er seine staatliche Tätigkeiten und ging noch vor der Altersgrenze in den Ruhestand.

## Kampf gegen Krankheiten
In seiner praktischen ärztlichen Tätigkeit entdeckte er bei der chronischen Bleivergiftung das Vorhandensein von basophil gekörnten Erythrozyten. Seine im Jahre 1908 aufgestellten Ergebnisse zu einer Umfrage zur Erfassung der Hauttuberkulose ermöglichten die Grundlagen zur Bekämpfung dieser Krankheit. Er unterstützte die Bewegung der Volksheilstätten und begründete die Heilungsstätte von Lupus erythematodes in Müncheberg mit.
Er war mit Hedwig Kluxen seit 1910 verheiratet und wohnte in Berlin NW 87, Klopstockstraße 18.

## Ämter als Präsident
- Deutsches Zentralkomitee zur Bekämpfung der Tuberkulose
- Reichsausschuss für hygienische Volksbelehrung
- Kuratorium der Kaiserin Friedrich-Stiftung für das ärztliche Fortbildungswesen
- Ärztlicher Ausschuss der Deutschen Gesellschaft für Gewerbehygiene
- Deutscher Verein für Schulgesundheitspflege
- Reichsausschuss für Weinforschung
- Kuratorium der Billrothstiftung für deutsche Heilkunde im Ausland

## Mitgliedschaft (Auswahl)
- Hygiene-Komitee des Völkerbundes
- Permanentes Komitee des Internationalen Gesundheitsamtes in Paris (als ständiger deutscher Vertreter)
- Hauptvorstand vom Deutschen Roten Kreuz
- Vorstand der Deutschen Gesellschaft zur Bekämpfung der Geschlechtskrankheiten
- Vorstand des Deutschen Zentralkomitees zur Erforschung und Bekämpfung der Krebskrankheit
- Vorstand des Vereins für öffentliche Gesundheitspflege
- Ehrenmitglied der Society of Medical Officers of Health

## Ehrung
- Verleihung der Ehrendoktorwürde zum Dr. med. vet. von der Universität Leipzig (1930)[2]

## Schriften
- Über angeborene Sacraltumoren. München 1895.
- Deutsche Heilstätten für Lungenkranke : geschichtliche und statistische Mitteilungen. 6 Bde. Springer, Berlin 1904–1918.